# 七龍珠 魔神城內的睡美人
《七龍珠 魔神城與睡公主》（日語：ドラゴンボール 魔神城のねむり姫，英语: Dragon Ball: Sleeping Princess in Devil's Castle）是在日本於1987年7月18日上映的《七龍珠》第2部劇場版動畫。而這部劇場版的時間線位於「第1次尋找七龍珠篇」後的平行世界故事。

## 故事
悟空踩着筋斗雲，穿越千山萬水來到武天老師的住處，希望在此繼續磨練武功。與之先後到來的，還有精於諂媚之道的小滑頭克林。武天老師故意端着架子，聲稱只有救出魔神城的睡美人才同意收他們為徒。兩個小傢伙信以為真，爭先恐後向魔神城進發，期間克林還為悟空製造不少的麻煩。歷經千辛萬苦，他們終於來到了目的地。與此同時，布瑪、樂平、普爾和烏龍來找武天老師玩，得知消息後也趕往魔神城尋找悟空，途中卻遭到惡魔們的襲擊，布瑪更被看似英俊實則兇殘的惡魔城主路西法俘虜。此時此刻，惡魔們正在進行一項邪惡的計劃，悟空不得不全力拯救危機。

## 配音員
| 角色             | 配音員     | 配音員 | 配音員 | 配音員 |
| 角色             | 日本       | 香港   | 台灣   |        |
| ---------------- | ---------- | ------ | ------ | ------ |
| 孫悟空           | 野澤雅子   | 謝潔貞 |        |        |
| 克林             | 田中真弓   | 袁淑珍 |        |        |
| 布瑪             | 鶴弘美     | 劉惠雲 |        |        |
| 烏龍             | 龍田直樹   |        |        |        |
| 飲茶             | 古谷徹     |        |        |        |
| 普亞路           | 渡邊菜生子 |        |        |        |
| 龜仙人           | 宮内幸平   | 陳曙光 |        |        |
| 海龜             | 郷里大輔   |        |        |        |
| ガステル         | 郷里大輔   |        |        |        |
| インストラクター | 川浪葉子   |        |        |        |
| ルシフェル       | 野澤那智   |        |        |        |

## 主題曲
片頭曲「魔訶不思議アドベンチャー」
作詞：森由里子　作曲：いけたけし　編曲：田中公平　歌：高橋洋樹
片尾曲「ロマンティックあげるよ」
作詞：吉田健美　作曲：いけたけし　編曲：田中公平　歌：橋本潮

## 工作人員
- 製作總指揮 - 今田智憲
- 原作 - 鳥山明
- 企畫 - 七條敬三
- 製作擔當 - 岸本松司
- 構成 - 由木義文
- 腳本 - 照井啟司
- 音樂 - 菊池俊輔
- 撮影監督 - 池上元秋
- 編集 - 福光伸一
- 錄音 - 二宮健治
- 美術監督 - 伊藤岩光
- 美術監督補佐 - 塩崎廣光
- 作畫監督 - 前田實
- 監督 - 西尾大介

## 相關商品
VHS
1987年12月11日發售。
DVD
- DRAGON BALL 劇場版 DVDBOX DRAGON BOX THE MOVIES

2006年4月14日發售。
- DRAGON BALL THE MOVIES #16 ドラゴンボール 魔神城のねむり姫

2009年3月13日發售。
全彩漫畫
| 卷數 | 集英社        | 集英社             | 東立出版社    | 東立出版社         |
| 卷數 | 發售日期      | ISBN               | 發售日期      | ISBN               |
| ---- | ------------- | ------------------ | ------------- | ------------------ |
| 全   | 1995年2月22日 | ISBN 4-8342-1315-3 | 1995年9月20日 | ISBN 957-34-3168-8 |

## 外部連結
- 互联网电影数据库（IMDb）上《七龍珠 魔神城內的睡美人》的资料（英文）